# Prix Nemmers en médecine
Le  prix Nemmers en médecine (en anglais : Mechthild Esser Nemmers Prize in Medical Science) est un des cinq prix Nemmers, attribué par la Northwestern University à Evanston (Illinois). Il a été décerné pour la première fois en médecine en 2016. 
Le prix est doté de 200 000 $. Il est porté, avec les autres prix Nemmers, par un legs des frères Erwin E. et Frederic E. Nemmers. Le nom anglais du prix est celui de la mères des donateurs.
Les autres prix, à savoir le prix Nemmers en mathématiques et le prix Nemmers en économie ont été décernés depuis 1994, le prix Nemmers en composition musicale depuis 2004, alors que le prix Nemmers en sciences de la Terre est le dernier de la série, et est décerné pour la première fois en 2018.

## Lauréats
- 2016 : La première lauréate est Huda Zoghbi du Baylor College of Medicine de Houston, pour ses recherches sur le syndrome de Rett
- 2018 : Stuart H. Orkin, professeur à la Harvard Medical School
- 2020 : pas de prix
- 2022 : Jeremy Nathans,  professeur à la Johns Hopkins University School of Medicine ;
- 2024 : Jeffrey I. Gordon, Distinguished University Professor et directeur du Edison Family Center for Genome Sciences and Systems Biology à la Washington University School of Medicine à St. Louis.

## Articles liés
- prix Nemmers
- prix Nemmers en mathématiques
- prix Nemmers en économie
- prix Nemmers en composition musicale
- prix Nemmers en sciences de la Terre